# Skol Veythrin Karenza
La Skol Veythrin Karenza (SVK) è una scuola dell'infanzia istituita dall'associazione Movyans Skolyow Meythrin, e riconosciuta dall'Ofsted, dove la comunicazione tra insegnanti e bambini avviene esclusivamente in lingua cornica, secondo la metodologia educativa dell'immersione linguistica.
La scuola nacque nel 2010 come organizzazione volontaria no-profit, gestita dagli stessi genitori che volevano insegnare il cornico ai propri figli durante i primi anni di età. La Skol Veythrin Karenza partì originariamente come asilo part-time che offriva solo due ore settimanali di educazione bilingue inglese-cornico per poi estendere l'insegnamento a un giorno alla settimana nel 2012.